# Byeon Woo-seok
Đây là một tên người Triều Tiên, họ là Byeon.
Byeon Woo-seok (tiếng Hàn: 변우석; sinh ngày 31 tháng 10 năm 1991) là nam diễn viên và người mẫu người Hàn Quốc. Anh được biết đến với các vai diễn trong Cõng anh mà chạy (2024), Cô nàng mạnh mẽ Gang Namsoon (2023), Hoa phái đảng: Sở công tác hôn nhân Joseon (2019), Ký sự thanh xuân (2020) và Hoa nở nhớ trăng (2021–22).

## Danh sách phim tham gia

### Phim điện ảnh
| Năm  | Tên phim                             | Vai diễn           | Ghi chú   |
| ---- | ------------------------------------ | ------------------ | --------- |
| 2017 | Cảnh sát tập sự (Midnight Runners)   | Chàng trai trẻ CLB | Vai phụ   |
| 2022 | Cô gái thế kỷ 20 (20th Century Girl) | Pung Woon-ho       | Vai chính |
| 2023 | Tri kỷ (Soulmate)                    | Jin-woo            | Vai chính |

### Phim truyền hình
| Năm     | Tên phim                                                                         | Vai diễn                  | Ghi chú             |
| ------- | -------------------------------------------------------------------------------- | ------------------------- | ------------------- |
| 2016    | Dear My Friends                                                                  | Son Jong-shik             |                     |
| 2016    | Người tình ánh trăng - Bộ bộ kinh tâm: Lệ (Moon Lovers: Scarlet Heart Ryeo)      | bạn trai cũ của Go Ha-jin | Cameo (tập 1, 3)    |
| 2017    | Cô nàng cử tạ Kim Bok Joo (Weightlifting Fairy Kim Bok Joo)                      | Bạn của Joon-hyung        | Cameo (tập 16)      |
| 2017    | Drama Stage Season 1: The History of Walking Upright                             | Jong Min                  | 1 tập, vai chính    |
| 2017    | Secret Crushes: Season 3                                                         | Byun Woo-suk              | 22 tập (web series) |
| 2017    | Lang y lừng danh                                                                 | Heo Jun                   |                     |
| 2019    | Office Watch 3                                                                   | Ha Min-gyu                | 14 tập (web series) |
| 2019    | Chào mừng bạn đến với Waikiki (Welcome to Waikiki)                               | Yoon Seo-won              | Cameo (tập 4)       |
| 2019    | Từ khóa tình yêu (Search: WWW)                                                   | Han Min-gyo               | Vai phụ             |
| 2019    | Hoa phái đảng: Sở công tác hôn nhân Joseon (Flower Crew: Joseon Marriage Agency) | Do Joon                   | Vai chính           |
| 2020    | Ký sự thanh xuân (Record of Youth)                                               | Won Hae-hyo               | Vai chính           |
| 2021–22 | Hoa nở nhớ trăng (Moonshine)                                                     | Lee Pyo                   | Vai chính           |
| 2023    | Cô nàng mạnh mẽ Gang Nam Soon (Strong girl Nam-soon)                             | Ryu Shi-O                 | Vai thứ chính       |
| 2024    | Cõng anh mà chạy (Lovely Runner)                                                 | Ryu Seon-Jae              | Vai chính           |

### Chương trình thực tế
| Năm  | Chương trình     | Ghi chú         |
| ---- | ---------------- | --------------- |
| 2017 | Modulove         | Thành viên      |
| 2017 | Mr.CHU: Season 3 | Thành viên      |
| 2016 | Mr.CHU: Season 2 | Thành viên      |
| 2015 | Mr.CHU: Season 1 | Thành viên      |
| 2024 | Running man      | Khách mời (705) |

### Dẫn chương trình
| Năm  | Chương trình                   | Ghi chú |
| ---- | ------------------------------ | ------- |
| 2017 | Giải thưởng âm nhạc Melon 2019 | MC      |

### Video ca nhạc
| Năm  | Ca sĩ                     | Bài hát        | Ghi chú     |
| ---- | ------------------------- | -------------- | ----------- |
| 2014 | Lena Park ft. Verbal Jint | "Sweet"        |             |
| 2019 | Lee So-ra ft. Suga        | "Song Request" | [ 3 ] [ 4 ] |